# Comuna Zlatoustove, Berezivka
Zlatoustove (în ucraineană Златоустове) este o comună în raionul Berezivka, regiunea Odesa, Ucraina, formată din satele Sofiivka și Zlatoustove (reședința).

## Demografie
Componența lingvistică a comunei Zlatoustove
     Ucraineană (93,88%)
     Rusă (3,19%)
     Română (1,66%)
     Alte limbi (1,15%)
Conform recensământului din 2001, majoritatea populației comunei Zlatoustove era vorbitoare de ucraineană (93,88%), existând în minoritate și vorbitori de rusă (3,19%) și română (1,66%).